# Рор (Золотурн)
Рор (нем. Rohr) — деревня и бывшая коммуна в Швейцарии, в кантоне Золотурн.
До 2020 года имела статус отдельной коммуны. 1 января 2021 года вошла в состав коммуны Штюслинген.
Входит в состав округа Гёсген. Население составляло 94 человека (на 31 декабря 2007 года). Официальный код — 2498.